# Jurij Čori
Jurij Čori (25. března 1935 Zubivka – 11. dubna 2019 Užhorod) byl rusínský spisovatel, etnograf, folklorista, dramatik, autor pětidílného rusínského slovníku.

## Život
Narodil se v rolnické rodině, byl nejmladším ze šesti dětí. Již od školních let se zajímal o literaturu. Začal studovat na reálném gymnáziu v Mukačevu, když byla škola zrušena, studoval na střední škole. Pokračoval ve studiu na Filologické fakultě tehdejší Užhorodské státní univerzity a postgraduální studium absolvoval na Lvovské univerzitě. Učil desítky let. Začínal ve vesnici Liskovec, kde pobyl rok, poté tři roky učil ve vesnici Stanovo a více než třicet let působil na několika středních školách v Užhorodu.
Svá díla začal publikovat v roce 1949. V roce 1954 byl zatčen a poslán do vyhnanství na Ural, kde byl do roku 1956 v pracovním táboru. Poté se vrátil do Užhorodu, kde žil až do konce života.

## Dílo (výběr)
- Словарь русинського языка
- Фразеолоґізмы русинського языка